# Stadsarchief (Breda)

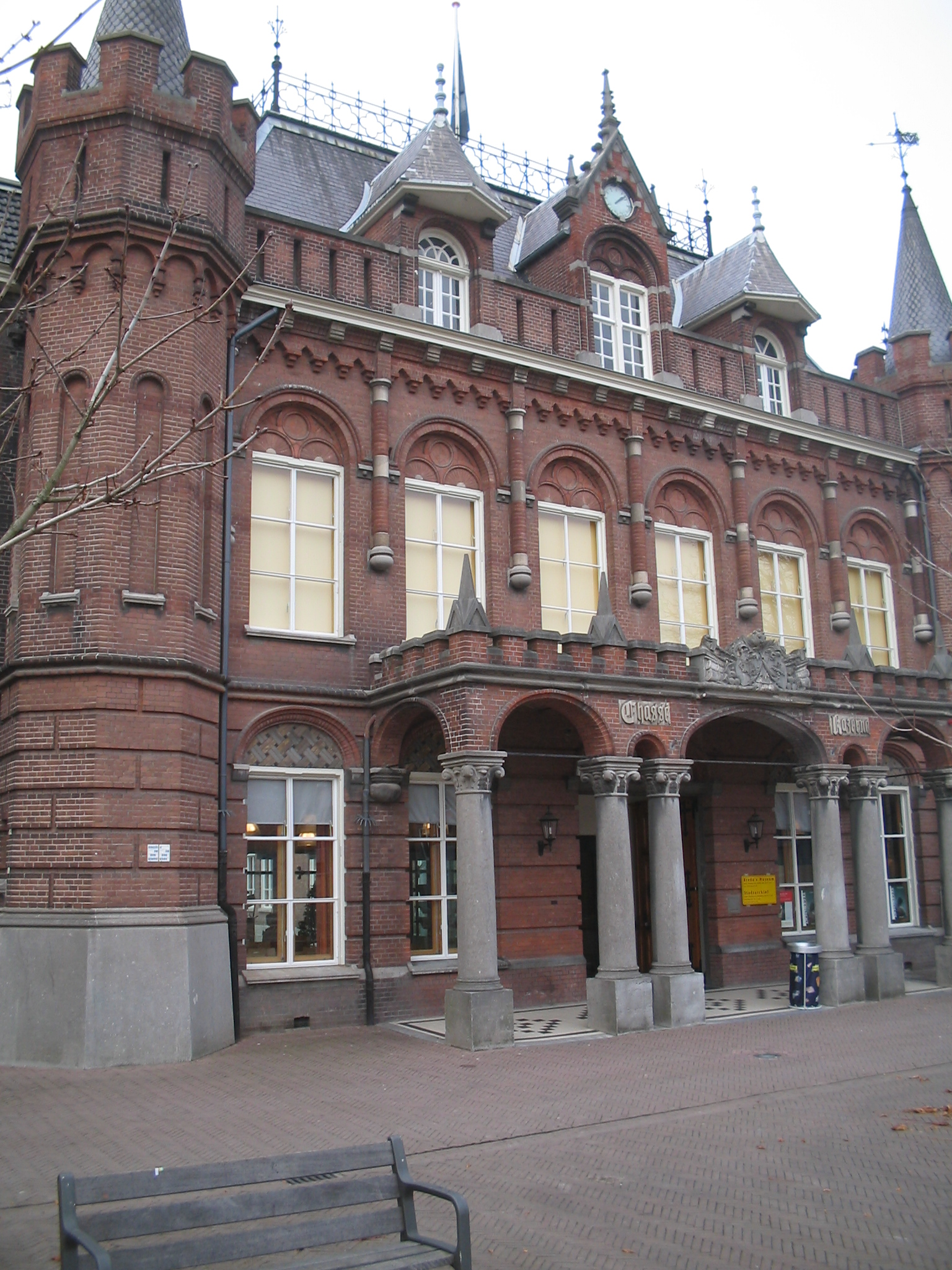
Chassékazerne

Het Stadsarchief Breda bestaat sinds 1862 en streeft ernaar een grote hoeveelheid informatie over de stad en de Baronie van Breda te bewaren.
Het gratis te bezoeken archief is sinds 1998 gevestigd in de voormalige Chassékazerne in de binnenstad, in de wijk Chassé Park.
Het Stadsarchief Breda beschikt over acht kilometer archiefbestanden, één kilometer aan boeken en tijdschriften, en meer dan 400.000 foto's, negatieven, tekeningen en prenten. Ook worden er films, video's en geluidsopnamen bewaard, bijvoorbeeld 78 toerenplaten.
Verder zijn er digitaal opgeslagen informatie en internetpresentaties aanwezig.
De voor het publiek toegankelijke ruimten van het Stadsarchief zijn:
- centrale informatiebalie
- leeszaal
- studiezaal
- educatieruimte